# Derrick Gordon
Derrick Robert Gordon (né le 12 décembre 1991) est un joueur américain de basket-ball. Il évolue au poste d'arrière.
En 2014, Gordon est le premier joueur masculin de basket-ball de la première division de National Collegiate Athletic Association à faire part publiquement de son homosexualité (coming out) tout en étant encore joueur.

## Carrière

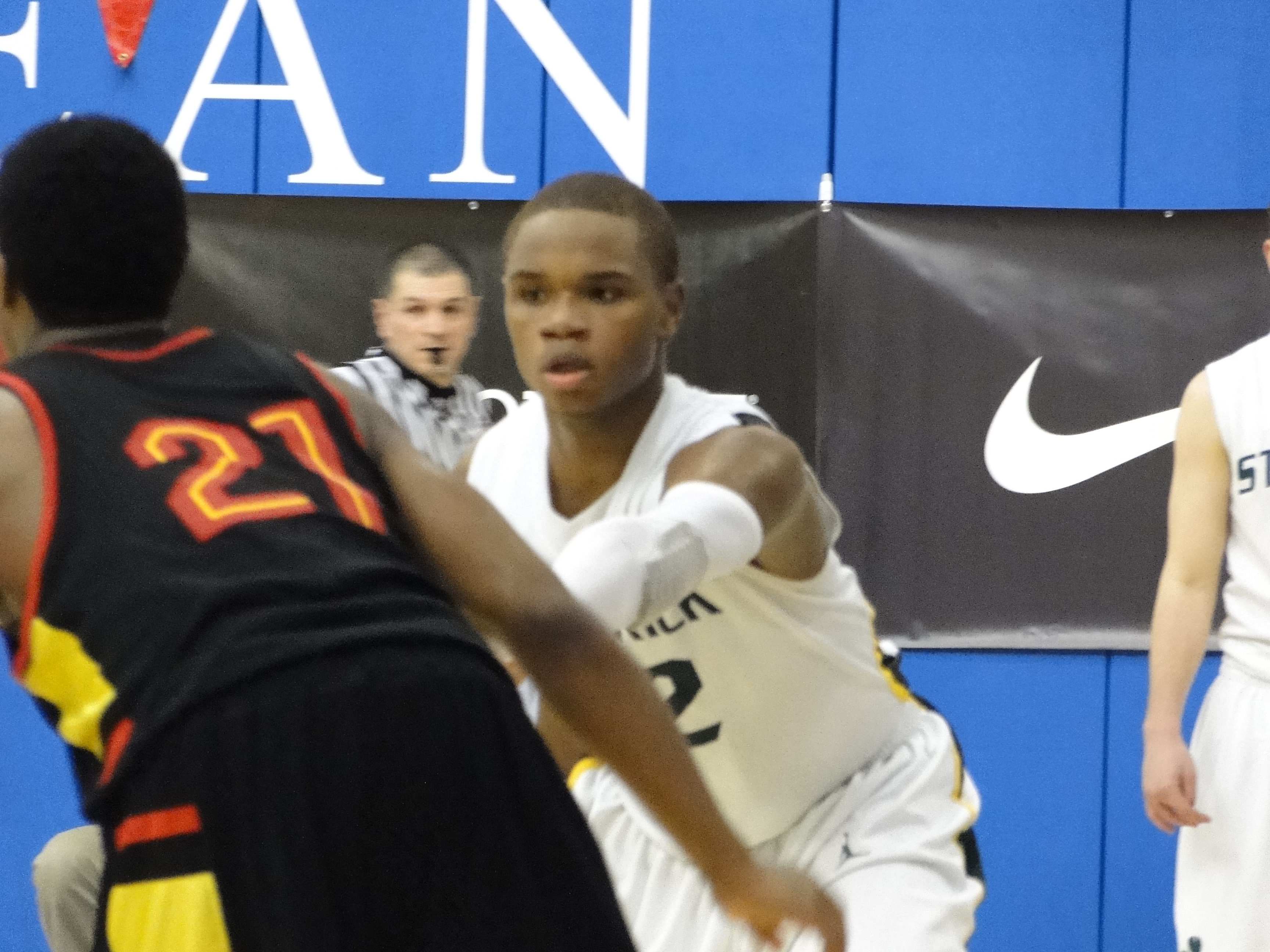
Gordon jouant pour la St. Patrick High School (New Jersey)

Gordon commence à jouer dans l'équipe de basket-ball de son lycée, la St. Patrick High School à Elizabeth (New Jersey).
Puis, Gordon est recruté à la Western Kentucky University où il joue pour les Hilltoppers en première division de NCAA (saison 2011-2012). Il est le meilleur marqueur de son équipe avec 11,8 points par match. Gordon est nommé dans la 3e équipe-type de la Sun Belt Conference. Après cette saison, il décide de rejoindre l'université du Massachusetts (UMass), en raison d'un changement dans l'équipe d'entraineurs à Western Kentucky, et dans l'idée de se rapprocher de sa famille,. À cause des règles sur les transferts en NCAA, il ne peut jouer lors de la saison 2012-2013.
Gordon joue pour les Minutemen de UMass pendant la saison 2013-2014. Il débute la totalité des 33 match de l'équipe. Sur la saison, il a des moyennes de 9,4 points et 3,5 rebonds et marque 22 points lors d'un match contre les Cornhuskers du Nebraska (sa meilleure performance de la saison). Les Minutemen sont qualifiés pour le tournoi NCAA, mais sont éliminés lors du second tour par les Volunteers du Tennessee.
Le 24 mars 2015, Gordon annonce son intention de quitter UMass et de jouer pour une autre école lors de la saison 2015-2016. Il lui reste encore une année d'admissibilité en basket-ball universitaire. Il sort diplômé de UMass en mai 2015 ce qui lui permet d'être admis comme étudiant dans une autre université et de jouer immédiatement. Il s'inscrit alors à l'université Seton Hall et joue pour les Pirates pour la saison 2015-2016.

## Vie personnelle
Gordon est originaire de Plainfield dans le New Jersey. Il a deux frères dont un jumeau.
En avril 2014, Gordon a fait part publiquement de son homosexualité, devenant le premier joueur de basket-ball masculin à faire une telle déclaration en première division de la NCAA. Gordon a dit "Je veux juste ne plus me cacher, dans tous les cas... J'ai attendu et observé ces derniers mois, me demandant quand un joueur de première division ferait son coming out, et finalement, je me suis dit, 'pourquoi pas moi?'". Il explique aussi que Jason Collins, le premier joueur ouvertement homosexuel en National Basketball Association, l'inspira dans sa propre démarche,. Il reçoit les félicitations de Collins et de Michael Sam, le premier joueur National Football League ouvertement homosexuel.
La même année, il dévoile sa relation avec l'acteur Gerald McCullouch.